# Queen (album de Eva Queen)
Pour les articles homonymes, voir Queen (homonymie).
Albums de Eva Queen
Feed
(2020)
Queen est le premier album de Eva Queen sorti le 5 juillet 2019. Une réédition de l'album sort le 29 novembre 2019 sous le nom "Platinum Edition".

## Liste des pistes
| 1.  | Mood                         | 3:05 |
| 2.  | Alibi                        | 3:05 |
| 3.  | On Fleek (avec Lartiste)     | 2:56 |
| 4.  | Balenciaga                   | 3:07 |
| 5.  | Promenade des Anglais        | 3:22 |
| 6.  | Fiable (avec Franglish)      | 3:05 |
| 7.  | Paname                       | 2:27 |
| 8.  | Kitoko (avec KeBlack & Naza) | 3:05 |
| 9.  | Flex                         | 1:42 |
| 10. | Bella                        | 3:00 |
| 11. | Côté (avec Still Fresh)      | 2:49 |
| 12. | PMD                          | 2:50 |
| 13. | Smile                        | 2:53 |
| 14. | Jazz                         | 3:18 |

| 1. | Rodéo (avec Kideki) | 2:48 |
| 2. | Soldier             | 2:42 |
| 3. | Millions            | 2:57 |
| 4. | Toi                 | 2:32 |
| 5. | Voyou               | 2:58 |
| 6. | Contrôler           | 3:06 |
| 7. | Lovés               | 3:05 |
| 8. | Glow Up             | 2:49 |
| 9. | Anniversaire        | 2:43 |

## Clips vidéos
- Mood : 31 octobre 2018
- On Fleek (avec Lartiste) : 16 janvier 2019
- Bella : 22 mars 2019
- Alibi : 20 juin 2019
- Kitoko (avec KeBlack & Naza) : 9 octobre 2019
- Rodéo (avec Kidaki) : 28 novembre 2019
- Soldier : 21 avril 2020